# Селижай
Селижай — деревня Торбеевского района Республики Мордовия в составе Варжеляйского сельского поселения. 

## География
Находится на расстоянии примерно 14 километров по прямой на запад-северо-запад от районного центра поселка Торбеево.

## История
Основана в начале XX века переселенцами из села Салазгорь.

## Население
Постоянное население составляло 25 человек (мордва-мокша 96%) в 2002 году, 13 в 2010 году .